# Dionatan Teixeira
Dionatan do Nascimento Teixeira (Londrina, 24 luglio 1992 – Londrina, 5 novembre 2017) è stato un calciatore brasiliano naturalizzato slovacco.

## Caratteristiche tecniche
Giocava come difensore centrale.

## Palmarès

### Club

#### Competizioni nazionali
- Coppa di Moldavia: 1

Sheriff Tiraspol: 2016-2017
- Campionato moldavo: 1

Sheriff Tiraspol: 2016-2017